# Ramberto I Malatesta

Stemma dei Malatesta

Ramberto I Malatesta contino di Ghiaggiolo (1302 – 1367) è stato un condottiero italiano.

## Biografia
Ramberto I Malatesta, detto il contino di Ghiaggiòlo per la sua piccola statura, figlio di Uberto Malatesta, passò la vita tra le armi e sempre cercò di portare danno ai suoi congiunti di Rimini.
Quantunque ghibellino servì la Chiesa, allorché il cardinale Bertrando del Poggetto costrinse Ferrantino a lasciare libero al papa il dominio di Rimini.
Combatté sotto le mura di Ferrara nel 1333 e, vinto, si salvò attraversando il Po a nuoto.
Unitosi in seguito ai nemici della Chiesa, aiutò gli Ordelaffi a riprendere Forlì, e fatta ribellare Cesena, ne divenne podestà. Sorto dell'antagonismo fra lui e Francesco Ordelaffi, capitano del popolo di Cesena, costui, mentre Ramberto soccorreva gli Estensi, lo fece privare dell'incarico. Ramberto si vendicò irrompendo sul territorio forlivese, cui recò gravi danni, pose quindi l'assedio al castello di Valdinoce e lo espugnò, uccidendo due dei Manfredi che ne avevano il dominio. Ma nel 1336 Francesco Ordelaffi glielo ritolse.
Ebbe la signoria di Valdoppio con le terre di Monterotondo e Porzantico, nel 1338, da coloro che le possedevano, per averli difesi contro il tiranno di Forlì.
Passò al soldo della repubblica fiorentina contro Mastino della Scala e poi combatté contro i pisani.
Per il suo valore Firenze nel 1350 gli concesse il diritto di obbedienza e lo aiutò a riprendere la fortezza di Radicoli, che gli era stata tolta dai conti Guidi nel 1351.
Dovette combattere contro Lodovico Ordelaffi, dal quale venne privato delle castella nella contea di Ghiaggiolo. Non poté essere aiutato da Firenze, perché minacciata dall'arcivescovo di Milano. Offrì al cardinale Albornoz i suoi servigi e con lui fece guerra agli Ordelaffi e ai Malatesta. Tentò inutilmente di occupare Rimini, dopo la disfatta di Galeotto a Paderno, ed espugnò Sant'Arcamgelo, Verrucchio ed altri castelli.
Nel 1356 riprese le armi contro Francesco Ordelaffi, recuperò Cusercole e altri luoghi, ma un giorno che si era spinto verso Cesena, fu assalito e posto in fuga dalla valorosa moglie di Ordelaffi detta Cia.
Riebbe per inganno Ghiaggiolo e riuscì inoltre a riavere i due figli fatti prigionieri dalla sua nemica Cia.
Nel 1360 fu imprigionato dai figli e rinchiuso in un sotterraneo dove stette molti anni fino alla morte nel 1367, anno in cui fece donazione della contea di Ghiaggiolo al figlio Niccolò.

## Discendenza
Sposò Cassandra della Faggiola dalla quale ebbe quattro figli:
- Niccolò (?-1374)
- Francesco
- Margherita, sposò Pazzino Strozzi
- Isotta (?-1363), sposò Matteo Bianchetti

Ebbe anche due figli naturali: Antonio e Galante (?-1423).